# Salah Rekik
Salah Rekik (ar. صلاح رقيق; ur. 5 lipca 1965) – tunezyjski judoka. Olimpijczyk z Barcelony 1992, gdzie zajął 22. miejsce w wadze półśredniej.
Uczestnik mistrzostw świata w 1987 i 1989. Startował w Pucharze Świata w 1992, 1993 i 1996. Wygrał igrzyska afrykańskie w 1991, drugi w 1987 i trzeci w 1995. Brązowy medalista igrzysk śródziemnomorskich w 1991. Wicemistrz igrzysk frankofońskich w 1989 roku.

## Letnie Igrzyska Olimpijskie 1992
| Konkurencja | Eliminacje            | Klas. końcowa |
| Konkurencja | Przeciwnik I          | Miejsce       |
| ----------- | --------------------- | ------------- |
| 78 kg       | Zsolt Zsoldos (HUN) P | 22.           |